# Борувно (Ґолюбсько-Добжинський повіт)
Борувно (пол. Borówno) — село в Польщі, у гміні Ковалево-Поморське Ґолюбсько-Добжинського повіту Куявсько-Поморського воєводства.
Населення — 365 осіб (2011).
У 1975-1998 роках село належало до Торунського воєводства.

## Демографія
Демографічна структура станом на 31 березня 2011 року:
|          | Загалом | Допрацездатний вік | Працездатний вік | Постпрацездатний вік |
| -------- | ------- | ------------------ | ---------------- | -------------------- |
| Чоловіки | 194     | 53                 | 125              | 16                   |
| Жінки    | 171     | 34                 | 109              | 28                   |
| Разом    | 365     | 87                 | 234              | 44                   |